# Babelota
Babelota o Dependentiae es un filo candidato de bacterias recientemente propuesto, previamente conocido como TM6. Mediante el estudio de muestras ambientales de ARNm se ha encontrado que los miembros de este filo se encuentran ampliamente distribuidos por el medio ambiente. Estas secuencias fueron identificadas primeramente en turberas y, posteriormente, en diversos hábitats tales como alfombras microbianas hipersalinas, manantiales sulfurosos, sedimentos ricos en arsénico y también en las biopelículas presentes en las redes de abastecimiento de agua, sumideros, etc. Los estudios genéticos revelan que el genoma de estos organismos es muy limitado, careciendo de la capacidad de sintetizar componentes esenciales tales como ácidos, lípidos y nucleótidos, por lo que probablemente sean dependientes de huéspedes eucariota.  El nombre dado al filo refleja esta dependencia.
Inicialmente se creía que estaba relacionado con el filo Minisyncoccota, pero los análisis recientes los colocan en Pseudomonadati o cercano a Pseudomonadota. La única especie que se ha cultivado es el endopárasito de amebas Babela massiliensis. El análisis filogenético de los genes translocasa ATP/ADP sugiere que el linaje ancestral de Dependentiae también era parásito.